# GSC3344-79
GSC3344-79 — хімічно пекулярна зоря спектрального класу ?, що має видиму зоряну величину в смузі V приблизно  9,8.

## Пекулярний хімічний вміст
Дана зоря має підвищений вміст Si у своїй зоряній атмосфері.